# Liste der Kulturdenkmale in Sonnenstein (Gemeinde)
Die Liste der Kulturdenkmale in Sonnenstein umfasst die als Ensembles, Einzeldenkmale und Bodendenkmale erfassten Kulturdenkmale in der thüringischen Gemeinde Sonnenstein und ihrer Ortsteile (Stand: 11. Februar 2025).
Die Angaben in der Liste ersetzen nicht die rechtsverbindliche Auskunft der zuständigen Denkmalschutzbehörde.

## Legende
- Bild: zeigt ein Bild des Kulturdenkmals und gegebenenfalls einen Link zu weiteren Fotos des Kulturdenkmals im Medienarchiv Wikimedia Commons
- Bezeichnung: Name, Bezeichnung oder die Art des Kulturdenkmals
- Lage: Wenn vorhanden Straßenname und Hausnummer des Kulturdenkmals; Grundsortierung der Liste erfolgt nach dieser Adresse. Der Link Karte führt zu verschiedenen Kartendarstellungen und nennt die Koordinaten des Kulturdenkmals.
 Kartenansicht, um Koordinaten zu setzen – in dieser Kartenansicht sind Kulturdenkmale ohne Koordinaten mit einem roten bzw. orangen Marker dargestellt und können in der Karte gesetzt werden. Kulturdenkmale ohne Bild sind mit einem blauen bzw. roten Marker gekennzeichnet, Kulturdenkmale mit Bild mit einem grünen bzw. orangen Marker.
- Datierung: gibt das Jahr der Fertigstellung beziehungsweise das Datum der Erstnennung oder den Zeitraum der Errichtung an
- Beschreibung: bauliche und geschichtliche Einzelheiten des Kulturdenkmals, vorzugsweise die Denkmaleigenschaften
- ID: Die ID identifiziert das Kulturdenkmal eindeutig. In Thüringen sind aktuell keine IDs veröffentlicht. In der ID-Spalte kann sich auch folgendes Icon  befinden, dies führt zu Angaben zu diesem Kulturdenkmal bei Wikidata.

## Einzeldenkmale

### Bockelnhagen
| Bild                                    | Bezeichnung                                                  | Lage | Datierung | Beschreibung | ID |
| --------------------------------------- | ------------------------------------------------------------ | --- | --------- | ------------ | -- |
| Direkt Bild zu diesem Denkmal hochladen | Wegweiserstein                                               | Am Weißen Stein o. Nr. Richtung Stöckey. Am Neuhofer Berg, An der Kreuzung Postweg, Gut Neuhof und Gnatzbergweg. Flur 16 / Flurstück(e) 59 |           |              |    |
| Direkt Bild zu diesem Denkmal hochladen | Wohnhaus mit Nebengebäude                                    | Bockelnhagener Straße 39; Schulenbergstraße Flur 3 / Flurstück(e) 19/6                                                                     |           |              |    |
| Direkt Bild zu diesem Denkmal hochladen | Gutshaus / ehem. Gut von Minningerode                        | Bockelnhagener Straße 6 Flur 3 / Flurstück(e) 275/38                                                                                       |           |              |    |
| weitere Bilder Fotos hochladen          | Kirche mit Ausstattung und Kirchhof / Ev. Kirche St. Michael | Bockelnhagener Straße o. Nr. Flur 3 / Flurstück(e) 38/156 (Karte)                                                                          |           |              |    |
| Direkt Bild zu diesem Denkmal hochladen | Wohnhaus                                                     | Weilröder Straße 15 Flur 7 / Flurstück(e) 374/80                                                                                           |           |              |    |
| Direkt Bild zu diesem Denkmal hochladen | ehemaliges Forsthaus                                         | Weilröder Straße 17 Flur 7 / Flurstück(e) 383/80                                                                                           |           |              |    |
| weitere Bilder Fotos hochladen          | Wüstung / Wüstung Kirchdorf                                  | An der Straße nach Zwinge, südöstlich der Ortschaft Silkerode Flur 1 / Flurstück(e) 112/42, 113/42 (Karte)                                 |           |              |    |
| Direkt Bild zu diesem Denkmal hochladen | Grenzstein / Weißer Stein                                    | Richtung Stöckey. Am Neuhofer Berg, An der Kreuzung Postweg, Gut Neuhof und Gnatzbergweg. Flur 16 / Flurstück(e) 59                        |           |              |    |
| weitere Bilder Fotos hochladen          | Burgruine / Allerburg                                        | Flur 1 / Flurstück(e) 73/20 (Karte) | 1100      |              |    |

### Epschenrode
| Bild                                    | Bezeichnung                                                       | Lage                                                        | Datierung | Beschreibung | ID |
| --------------------------------------- | ----------------------------------------------------------------- | ----------------------------------------------------------- | --------- | ------------ | -- |
| Direkt Bild zu diesem Denkmal hochladen | Hofanlage                                                         | Epschenröder Hauptstraße 11 Flur 1 / Flurstück(e) 43/3      |           |              |    |
| Direkt Bild zu diesem Denkmal hochladen | Gasthaus                                                          | Epschenröder Hauptstraße 7 Flur 1 / Flurstück(e) 48/4, 49/2 |           |              |    |
| weitere Bilder Fotos hochladen          | Kirche mit Ausstattung und Kirchhof / Ev. Filialkirche St. Jacobi | Epschenröder Kirchgasse 2 Flur 1 / Flurstück(e) 51 (Karte)  |           |              |    |

### Gerode
| Bild                                    | Bezeichnung                                                    | Lage                                                                               | Datierung | Beschreibung | ID |
| --------------------------------------- | -------------------------------------------------------------- | ---------------------------------------------------------------------------------- | --------- | ------------ | -- |
| weitere Bilder Fotos hochladen          | Kloster / Benediktinerkloster                                  | An der Pfannenbreite 5 Flur 2 / Flurstück(e) 21/1, 21/4, 21/6, 21/5, 510/1 (Karte) |           |              |    |
| Direkt Bild zu diesem Denkmal hochladen | ehem. Klosterscheune                                           | An der Pfannenbreite o. Nr. Flur 2 / Flurstück(e) 20/2                             |           |              |    |
| Direkt Bild zu diesem Denkmal hochladen | Kirche mit Ausstattung und Kirchhof / Ev. Kirche St. Michaelis | Geröder Straße 7 Flur 2 / Flurstück(e) 424/2                                       |           |              |    |

### Holungen
| Bild                                    | Bezeichnung                                                                | Lage                                                                    | Datierung | Beschreibung | ID |
| --------------------------------------- | -------------------------------------------------------------------------- | ----------------------------------------------------------------------- | --------- | ------------ | -- |
| Direkt Bild zu diesem Denkmal hochladen | Bildstock                                                                  | Feldschlagstraße o. Nr. Flur 3 / Flurstück(e) 142                       |           |              |    |
| Direkt Bild zu diesem Denkmal hochladen | Wohnhaus                                                                   | Hohler Graben 2 Flur 4 / Flurstück(e) 205                               |           |              |    |
| weitere Bilder Fotos hochladen          | Kirche mit Ausstattung und Kirchhof / Kath. Kirche St. Johannes der Täufer | Hohler Graben o. Nr. Flur 4 / Flurstück(e) 263 (Karte)                  |           |              |    |
| Direkt Bild zu diesem Denkmal hochladen | Mariengrotte                                                               | Knickstraße o. Nr. am Friedhof Flur 3 / Flurstück(e) 176/10             |           |              |    |
| Direkt Bild zu diesem Denkmal hochladen | Kruzifix                                                                   | Knickstraße o. Nr. am Friedhof Flur 3 / Flurstück(e) 176/10             |           |              |    |
| Direkt Bild zu diesem Denkmal hochladen | Gasthaus / Zur alten Schänke                                               | Oberstraße 19 Flur 4 / Flurstück(e) 34/5, 34/8                          |           |              |    |
| Direkt Bild zu diesem Denkmal hochladen | Wegweiserstein                                                             | Sonnenstein Flurstück gibt es nicht (mehr) Flur 1 / Flurstück(e) 33/2   |           |              |    |
| Direkt Bild zu diesem Denkmal hochladen | Höhenkreuz                                                                 | Sonnenstein Flurstück gibt es nicht (mehr) Flur 3 / Flurstück(e) 275/56 |           |              |    |
| Direkt Bild zu diesem Denkmal hochladen | Bildstock                                                                  | Sonnenstein o. Nr. neben Sonnenstein 2a Flur 1 / Flurstück(e) 32/2      |           |              |    |
| Direkt Bild zu diesem Denkmal hochladen | Steinkreuz mit Korpus                                                      | Teichstraße 2 Flur 4 / Flurstück(e) 62/2                                |           |              |    |
| Direkt Bild zu diesem Denkmal hochladen | Wohnhaus                                                                   | Teichstraße 2 Flur 4 / Flurstück(e) 64, 63/2                            |           |              |    |
| Direkt Bild zu diesem Denkmal hochladen | Gehöft                                                                     | Unterstraße 20 Flur 4 / Flurstück(e) 206                                |           |              |    |
| Direkt Bild zu diesem Denkmal hochladen | Gehöft                                                                     | Unterstraße 21 Flur 4 / Flurstück(e) 99/2                               |           |              |    |
| Direkt Bild zu diesem Denkmal hochladen | Gehöft                                                                     | Unterstraße 24 Ecklage Flur 4 / Flurstück(e) 267, 268, 269/3            |           |              |    |
| Direkt Bild zu diesem Denkmal hochladen | Bildstock / Dreifaltigkeitsbildstock                                       | Unterstraße o. Nr. neben Unterstraße 13 Flur 4 / Flurstück(e) 135/5     |           |              |    |

### Jützenbach
| Bild                                    | Bezeichnung                                                                      | Lage                                                         | Datierung | Beschreibung | ID |
| --------------------------------------- | -------------------------------------------------------------------------------- | ------------------------------------------------------------ | --------- | ------------ | -- |
| Direkt Bild zu diesem Denkmal hochladen | Bildstock                                                                        | Himmeltalstraße o. Nr. Flur 2 / Flurstück(e) 1127/1          |           |              |    |
| Direkt Bild zu diesem Denkmal hochladen | Bildstock                                                                        | Hintere Dorfstraße 23 Flur 2 / Flurstück(e) 917, 3050/986    |           |              |    |
| Direkt Bild zu diesem Denkmal hochladen | Wohnhaus mit Nebengebäuden                                                       | Jützenbacher Straße 15 Flur 2 / Flurstück(e) 971             |           |              |    |
| Direkt Bild zu diesem Denkmal hochladen | Wohnhaus mit Wirtschaftsgebäude                                                  | Jützenbacher Straße 40 Flur 2 / Flurstück(e) 943/4           |           |              |    |
| weitere Bilder Fotos hochladen          | Kirche mit Ausstattung und Kruzifix / Kath. Filialkirche St. Johannes der Täufer | Jützenbacher Straße o. Nr. Flur 2 / Flurstück(e) 969 (Karte) |           |              |    |
| Direkt Bild zu diesem Denkmal hochladen | Bildstock                                                                        | Neue Straße o. Nr. Flur 1 / Flurstück(e) 615/356             |           |              |    |

### Lüderode
| Bild                                    | Bezeichnung                                                        | Lage                                                                                               | Datierung | Beschreibung | ID |
| --------------------------------------- | ------------------------------------------------------------------ | -------------------------------------------------------------------------------------------------- | --------- | ------------ | -- |
| Direkt Bild zu diesem Denkmal hochladen | Wegweiserstein                                                     | Geröder Straße o. Nr.; Hauptstraße o. Nr. Ecke Haupt-/Geröder Straße Flur 6 / Flurstück(e) 546/393 |           |              |    |
| Direkt Bild zu diesem Denkmal hochladen | Wohnhaus                                                           | Hauptstraße 116 Flur 6 / Flurstück(e) 952                                                          |           |              |    |
| Direkt Bild zu diesem Denkmal hochladen | Wohnhaus                                                           | Hauptstraße 130 Flur 6 / Flurstück(e) 369/5                                                        |           |              |    |
| Direkt Bild zu diesem Denkmal hochladen | Wohnhaus                                                           | Hauptstraße 136 Flur 6 / Flurstück(e) 851                                                          |           |              |    |
| Direkt Bild zu diesem Denkmal hochladen | Gehöft                                                             | Hauptstraße 140 Flur 6 / Flurstück(e) 355/6                                                        |           |              |    |
| Direkt Bild zu diesem Denkmal hochladen | Wohnhaus                                                           | Hauptstraße 98 Flur 6 / Flurstück(e) 936                                                           |           |              |    |
| Direkt Bild zu diesem Denkmal hochladen | Wohnhaus                                                           | Hauptstraße 99 Flur 6 / Flurstück(e) 893                                                           |           |              |    |
| weitere Bilder Fotos hochladen          | Kirche mit Ausstattung und Kirchhof / Kath. Pfarrkirche St. Martin | Kirchgasse 1 Flur 6 / Flurstück(e) 843/2 (Karte)                                                   |           |              |    |

### Silkerode
| Bild                                    | Bezeichnung                                           | Lage                                             | Datierung | Beschreibung | ID |
| --------------------------------------- | ----------------------------------------------------- | ------------------------------------------------ | --------- | ------------ | -- |
| Direkt Bild zu diesem Denkmal hochladen | Grufthaus / Grufthaus der Familie von Minnigerode     | Anger o. Nr. Flur 10 / Flurstück(e) 36/2, 37, 38 |           |              |    |
| Direkt Bild zu diesem Denkmal hochladen | Wohnhaus                                              | Dorfstraße 12 Flur 9 / Flurstück(e) 15/1         |           |              |    |
| Direkt Bild zu diesem Denkmal hochladen | Wohnhaus                                              | Dorfstraße 18 Flur 9 / Flurstück(e) 6/1          |           |              |    |
| Direkt Bild zu diesem Denkmal hochladen | Wohnhaus                                              | Dorfstraße 2 Flur 9 / Flurstück(e) 22/1          |           |              |    |
| Direkt Bild zu diesem Denkmal hochladen | Wohnhaus                                              | Dorfstraße 23 Flur 9 / Flurstück(e) 55/1         |           |              |    |
| weitere Bilder Fotos hochladen          | Kirche mit Ausstattung / Ev. Pfarrkirche St. Nikolaus | Dorfstraße 36 Flur 11 / Flurstück(e) 10 (Karte)  |           |              |    |
| Direkt Bild zu diesem Denkmal hochladen | Wohnhaus                                              | Dorfstraße 40 Flur 11 / Flurstück(e) 7/1         |           |              |    |
| Direkt Bild zu diesem Denkmal hochladen | Wohnhaus                                              | Dorfstraße 42 Flur 11 / Flurstück(e) 4/1         |           |              |    |
| Direkt Bild zu diesem Denkmal hochladen | Wohnhaus                                              | Dorfstraße 52 Flur 12 / Flurstück(e) 62/1        |           |              |    |
| Direkt Bild zu diesem Denkmal hochladen | Schule                                                | Dorfstraße 58 Flur 13 / Flurstück(e) 24/4        |           |              |    |
| Direkt Bild zu diesem Denkmal hochladen | Wohnhaus                                              | Dorfstraße 62 Flur 13 / Flurstück(e) 25/10       |           |              |    |
| Direkt Bild zu diesem Denkmal hochladen | Pfarrhaus mit Querscheune                             | Dorfstraße 65 Flur 14 / Flurstück(e) 8/1         |           |              |    |
| Direkt Bild zu diesem Denkmal hochladen | Wohnhaus                                              | Große Hintergasse 5 Flur 15 / Flurstück(e) 82/1  |           |              |    |

### Stöckey
| Bild                                    | Bezeichnung                                           | Lage                                                           | Datierung | Beschreibung | ID |
| --------------------------------------- | ----------------------------------------------------- | -------------------------------------------------------------- | --------- | ------------ | -- |
| Direkt Bild zu diesem Denkmal hochladen | Wohnhaus                                              | Stöckeyer Hauptstraße 19 Flur 4 / Flurstück(e) 478/3           |           |              |    |
| Direkt Bild zu diesem Denkmal hochladen | Wappenstein                                           | Stöckeyer Hauptstraße 29 Flur 4 / Flurstück(e) 795/688         |           |              |    |
| weitere Bilder Fotos hochladen          | Kirche mit Ausstattung und Kirchhof / Ev. Pfarrkirche | Stöckeyer Hauptstraße o. Nr. Flur 4 / Flurstück(e) 446 (Karte) |           |              |    |

### Weißenborn
| Bild                                    | Bezeichnung                                            | Lage                                                             | Datierung | Beschreibung | ID |
| --------------------------------------- | ------------------------------------------------------ | ---------------------------------------------------------------- | --------- | ------------ | -- |
| Direkt Bild zu diesem Denkmal hochladen | Mühle                                                  | Am Gärtling 11 Flur 4 / Flurstück(e) 602                         |           |              |    |
| Direkt Bild zu diesem Denkmal hochladen | Mühle / Ehemalige Ölmühle                              | Am Gärtling 13 Flur 8 / Flurstück(e) 16/3                        |           |              |    |
| Direkt Bild zu diesem Denkmal hochladen | Bildstock                                              | Gartenstraße o. Nr. Flur 4 / Flurstück(e) 645                    |           |              |    |
| Direkt Bild zu diesem Denkmal hochladen | Wohnhaus                                               | Hauptstraße 84 Flur 4 / Flurstück(e) 722                         |           |              |    |
| weitere Bilder Fotos hochladen          | Kirche mit Ausstattung / Kath. Pfarrkirche St. Michael | Kirchstraße 1 Flur 4 / Flurstück(e) 775 (Karte)                  |           |              |    |
| Direkt Bild zu diesem Denkmal hochladen | Schule / Michaelshaus                                  | Kirchstraße 3 Flur 4 / Flurstück(e) 772                          |           |              |    |
| Direkt Bild zu diesem Denkmal hochladen | Pfarrhaus / Michaelshaus                               | Kirchstraße 5 Flur 4 / Flurstück(e) 646, 647, 648, 649, 650      |           |              |    |
| Direkt Bild zu diesem Denkmal hochladen | Kruzifix                                               | Flur 4 / Flurstück(e) 731                                        |           |              |    |
| Direkt Bild zu diesem Denkmal hochladen | Kruzifix                                               | an der Bornebergstraße, bei der Schule Flur 4 / Flurstück(e) 707 |           |              |    |

### Werningerode
| Bild                                    | Bezeichnung                                            | Lage                                                    | Datierung | Beschreibung | ID |
| --------------------------------------- | ------------------------------------------------------ | ------------------------------------------------------- | --------- | ------------ | -- |
| weitere Bilder Fotos hochladen          | Kirche mit Ausstattung und Kirchhof / Ev. Filialkirche | An der Kirche o. Nr. Flur 4 / Flurstück(e) 19/1 (Karte) |           |              |    |
| Direkt Bild zu diesem Denkmal hochladen | Wohnhaus                                               | Gasse 4 Flur 4 / Flurstück(e) 51                        |           |              |    |

### Zwinge
| Bild                                    | Bezeichnung                                                       | Lage                                                       | Datierung | Beschreibung | ID |
| --------------------------------------- | ----------------------------------------------------------------- | ---------------------------------------------------------- | --------- | ------------ | -- |
| Direkt Bild zu diesem Denkmal hochladen | Wegweiserstein                                                    | Am Bahnhof o. Nr. Flur 1 / Flurstück(e) 388/7              |           |              |    |
| weitere Bilder Fotos hochladen          | Kirche mit Ausstattung und Kirchhof / Ev. Pfarrkirche St. Jakobus | Bergstraße o. Nr. Flur 8 / Flurstück(e) 3, 4, 47/5 (Karte) |           |              |    |
| Direkt Bild zu diesem Denkmal hochladen | Pfarrhaus                                                         | Zwinger Dorfstraße 49 Flur 8 / Flurstück(e) 2              |           |              |    |

## Bodendenkmale

### Bockelnhagen
| Bild                                    | Bezeichnung       | Lage                                                                 | Datierung | Beschreibung | ID |
| --------------------------------------- | ----------------- | -------------------------------------------------------------------- | --------- | ------------ | -- |
| Direkt Bild zu diesem Denkmal hochladen | Allerburg         | Auf einzelnen Bergkegel 1 km ssw. Flur 1 / Flurstück(e) 72/20, 73/20 |           |              |    |
| Direkt Bild zu diesem Denkmal hochladen | Wüstung Kirchdorf | Flur 1 / Flurstück(e) 113/42, 40/63                                  |           |              |    |

### Holungen
| Bild                                    | Bezeichnung                           | Lage | Datierung | Beschreibung | ID |
| --------------------------------------- | ------------------------------------- | --- | --------- | ------------ | -- |
| Direkt Bild zu diesem Denkmal hochladen | Langwall, Landwehrzug, Holunger Knick | Langwall, der ca. 1,5 km südwestl. von Holungen am Schwarzen Berg von der Landstraße geschnitten wird. Die Anlage ist beidseitig der Straße zu erkennen. Flur 8 / Flurstück(e) 1; 116/1; 123/1; 266/120; 267/121 |           |              |    |
| Direkt Bild zu diesem Denkmal hochladen | Urbenschanze                          | Auf dem Sonnenstein, nordwestl. von Holungen. Flur 1 / Flurstück(e) 26/3; Flur 3 / Flurstück(e) 276/56 |           |              |    |
| Direkt Bild zu diesem Denkmal hochladen | Steinkreuz                            | An der Südseite der Kirche. Flur 4 / Flurstück(e) 47 |           |              |    |

### Lüderode
| Bild                                    | Bezeichnung                   | Lage | Datierung | Beschreibung | ID |
| --------------------------------------- | ----------------------------- | --- | --------- | ------------ | -- |
| Direkt Bild zu diesem Denkmal hochladen | Landwehrabschnitt ‚Der Knick‘ | am Weg Wernigerode-Lüderode, ca. 1 km nw. von Wernigerode; Landwehrzug von Höhe 322,6 in nnö. Rtg. ins Tal Flur 4 / Flurstück(e) 14/9 |           |              |    |

### Stöckey
| Bild                                    | Bezeichnung             | Lage | Datierung | Beschreibung | ID |
| --------------------------------------- | ----------------------- | --- | --------- | ------------ | -- |
| Direkt Bild zu diesem Denkmal hochladen | Bodendenkmal / Landwehr | Landwehr 2,5 km nordwestl. vom Ort, nördl. und südl. des wnw-oso-verlaufenden Waldweges. Flur 3 / Flurstück(e) 175/2, 175/3, 183/10, 183/11, 183/12, 183/13, 183/15, 183/17, 183/2, 183/3; 183/16, 183/4, 183/5, 183/6, 183/7 |           |              |    |

### Weißenborn
| Bild                                    | Bezeichnung                          | Lage                                                                                               | Datierung | Beschreibung | ID |
| --------------------------------------- | ------------------------------------ | -------------------------------------------------------------------------------------------------- | --------- | ------------ | -- |
| Direkt Bild zu diesem Denkmal hochladen | Technisches Kulturdenkmal, Glashütte | Nordöstlich vom Ort, leichter Nordhang, Forstabteilung 156 Flur 5 / Flurstück(e) 429/3, 429/5, 431 |           |              |    |